# Leistungsmesser
Ein Leistungsmesser oder Leistungsmessgerät ist ein Messgerät, welches die Leistung (Einheit Watt) misst. Dabei kann es sich um mechanische Leistung, Wärmeleistung, elektrische Leistung oder Strahlungsleistung handeln.
Umgangssprachlich werden elektrische Leistungsmessgeräte, insbesondere elektromechanische Messwerke, auch als Wattmeter bezeichnet.

## Messen der elektrischen Leistung

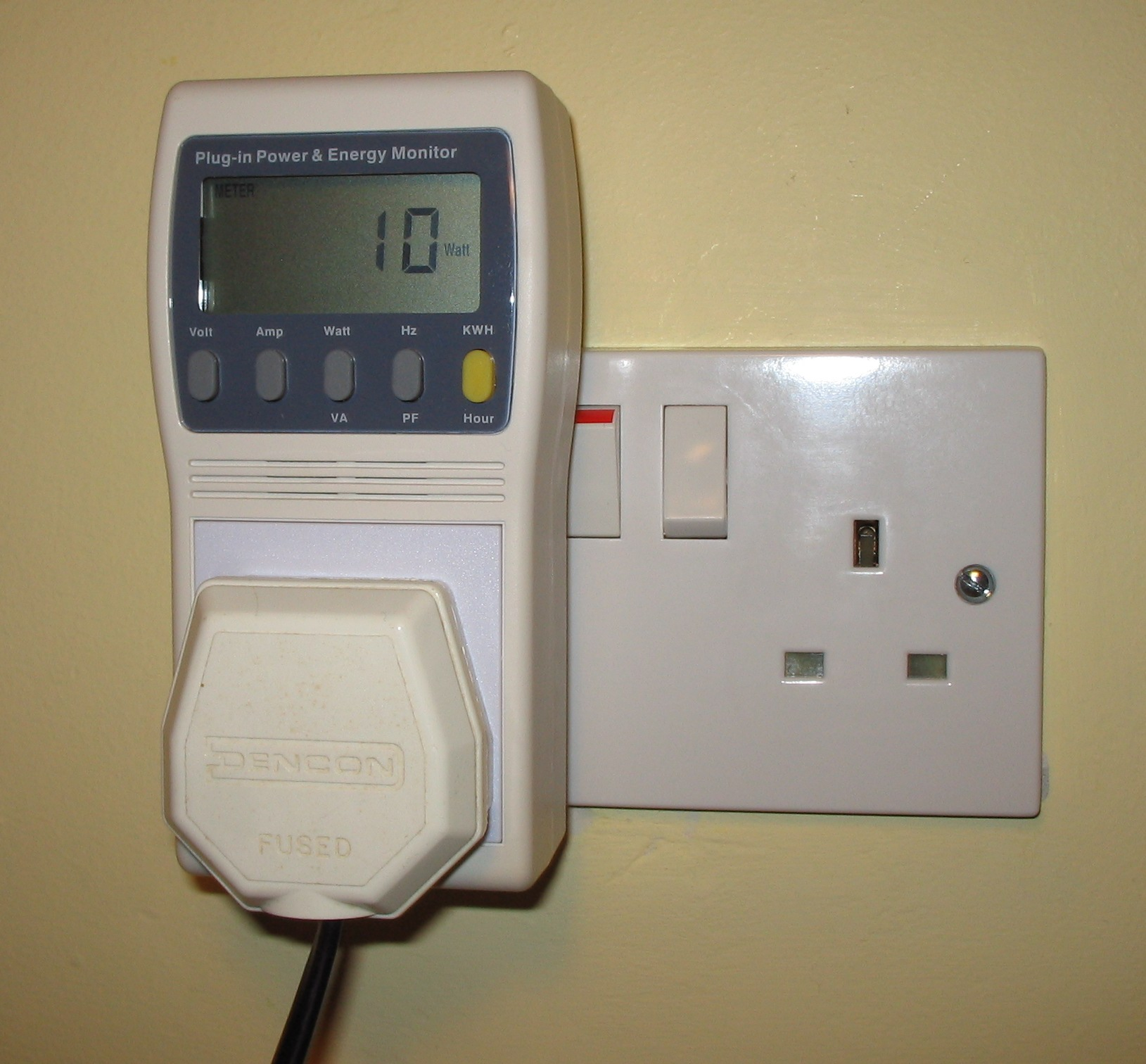
Als Zwischenstecker realisiertes elektrisches Leistungsmessgerät

### Wirkleistungsmessung
Zur Ermittlung der elektrischen Leistung in einem elektrischen Stromkreis ist nicht zwingend ein Leistungsmesser erforderlich. Bei Gleichspannung ist die elektrische Leistung 
{\displaystyle P=U\cdot I}
mit {\displaystyle U} – elektrische Spannung
und {\displaystyle I} – elektrische Stromstärke
Die Leistungsbestimmung bei Gleichstrom ist somit durch Messen von Stromstärke und Spannung möglich.
Bei Wechselspannung treten Augenblickswerte der Leistung {\displaystyle p=u\cdot i} entsprechend den Augenblickswerten der Spannung {\displaystyle u} und der Stromstärke {\displaystyle i} auf. Die Augenblickswerte sind in der Realität oft nicht zueinander proportional (wegen Phasenverschiebung, Verzerrung einer der Größen), ansonsten könnte man auch bei Wechselspannung die gemessenen Effektivwerte von Stromstärke und Spannung multiplizieren, um die Leistung zu erhalten. Im allgemeinen Fall muss man zwischen Wirkleistung, Blindleistung und Scheinleistung unterscheiden. Die Wirkleistung ist definiert durch
{\displaystyle P={\overline {p}}={\overline {u\cdot i\,}}}
oder
{\displaystyle P={\frac {1}{t_{2}-t_{1}}}\int _{t_{1}}^{t_{2}}u\cdot i\,\mathrm {d} t}
Letzteres stellt eine Mittelwertbildung der Momentanleistung über die Zeit {\displaystyle t_{2}-t_{1}} dar. Die Integrationszeit muss bei periodischen Wechselströmen mit einer Grundfrequenz {\displaystyle f} ein ganzzahliges Vielfaches der Periodendauer {\displaystyle T=1/f} sein. Diese Möglichkeit wird oft von digitalen Messgeräten genutzt. Sie stellt aber hohe Anforderungen an Geräte, die in einem großen Frequenzbereich und mit stark oberschwingungshaltigen Spannungen oder hohen Oberschwingungsströmen (hoher Scheitelfaktor) arbeiten können. Bei analogen Messgeräten liegt in der Regel durch thermische oder mechanische Trägheit eine Integrationszeit {\displaystyle \gg T} vor.

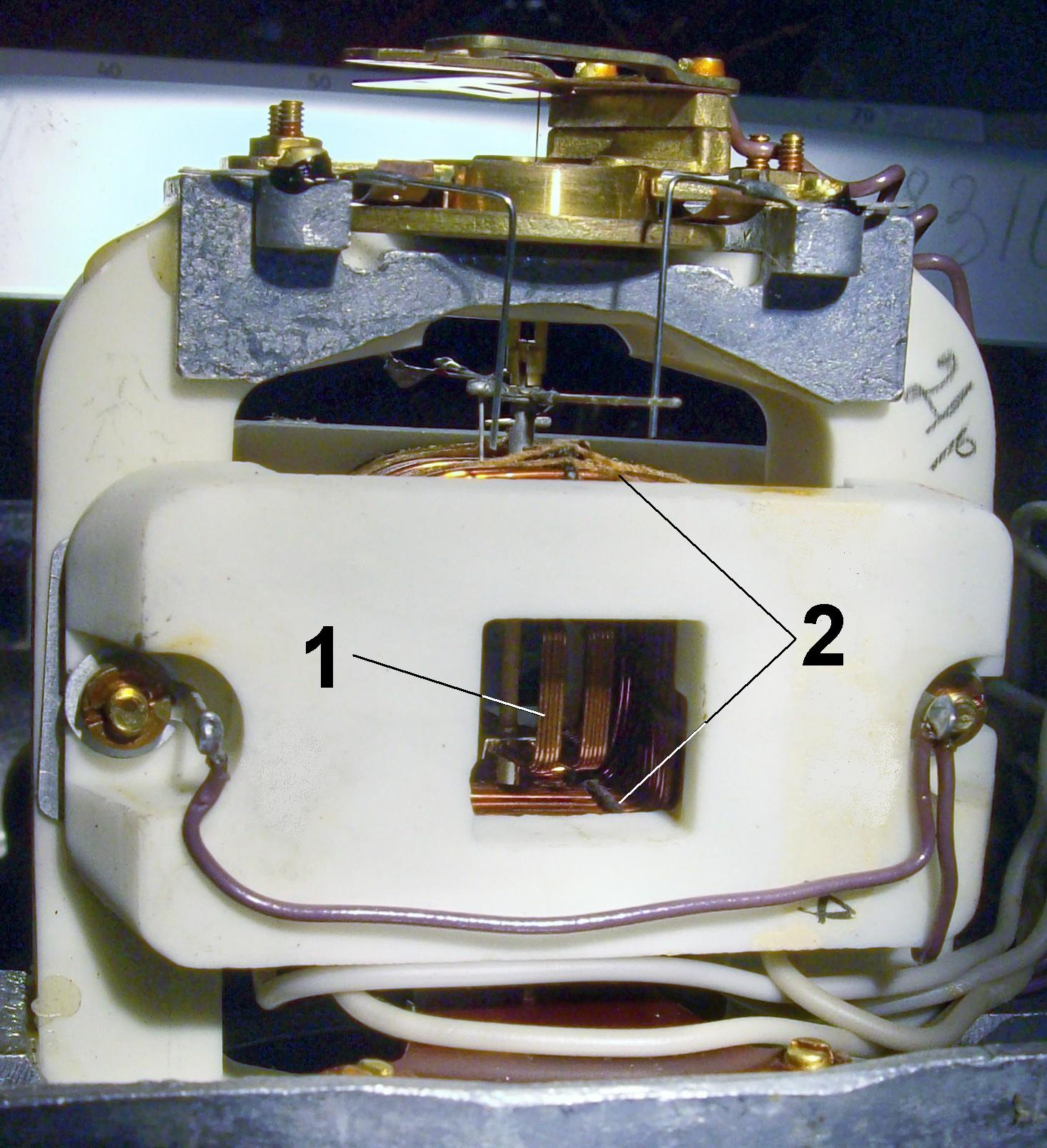
Geöffnetes eisenloses elektromechanisches Messwerk eines Leistungsmessers mit spannbandgelagerter Drehspule (1) und Feldspule (2)

Praktisch kann die Messaufgabe mit folgenden Methoden nur bei Wechselstromkreisen mit niedriger Frequenz und einem nicht allzu hohen Oberschwingungsanteil befriedigend gelöst werden:
- Elektromechanisches Verfahren mit elektrodynamischem Messwerk. Es arbeitet wie ein Drehspulmesswerk, die Drehspule befindet sich jedoch im Feld eines Elektromagneten, durch welchen der Strom des Strompfades fließt. Der Strom durch die Drehspule wird mit einem Vorwiderstand im Spannungspfad geliefert; die Multiplikation ergibt sich aus der Lorentzkraft; die Mittelwertbildung entsteht durch die mechanische Trägheit. Solche Messwerke können auch höhere Oberschwingungsanteile und Blindleistungsanteile verkraften.
- Elektronisch analoges Verfahren: Es arbeitet nach dem TDM-Prinzip (Time Division Modulation). Die Spannung moduliert eine Pulsdauer; die Stromstärke moduliert eine Pulshöhe; demoduliert wird mit einem Tiefpass (Mittelwertbilder), der den Wechselanteil mit Modulations-Frequenz und Messgrößen-Frequenz abtrennt und ein Gleichsignal als Maß für die multiplizierten Größen liefert.
- weitere elektronische Verfahren: 
  - Vier-Quadranten-Multiplizierer: Es gibt Bausteine (integrierte Schaltungen), die die Funktion eines Vier-Quadranten-Multiplizierers enthalten, sie sind bis hoch in den kHz-Bereich einsetzbar. Sie arbeiten über Logarithmierung, Addition und Delogarithmierung. Ein Mittelwertbildner (Tiefpass) ist nachzuschalten.
  - Digitale Leistungsmesser: Momentanwerte von Stromstärke und Spannung werden mit einer möglichst hohen Abtastrate mit Analog-Digital-Umsetzern digitalisiert und in einem Mikroprozessor verrechnet. Die Geräte sind oft in der Lage, neben der Wirkleistung weitere Messwerte zu gewinnen (Blindleistung, Scheitelfaktor, Scheinstrom, Effektivwerte, Harmonische) und auch dreiphasige Messungen zu erlauben.

Zur Anwendung der nicht digitalen Leistungsmesser bei verschiedenen Messaufgaben und zu den dafür üblichen Schaltungen siehe unter Wirkleistung und Blindleistung.
Für den Hausgebrauch angebotene Billig-Geräte zur Wirkleistungsmessung und Energiezählung haben bei hohem Blindstromanteil oder nicht sinusförmigem Strom oft hohe Messabweichungen.

### Messung von Hochfrequenzleistung

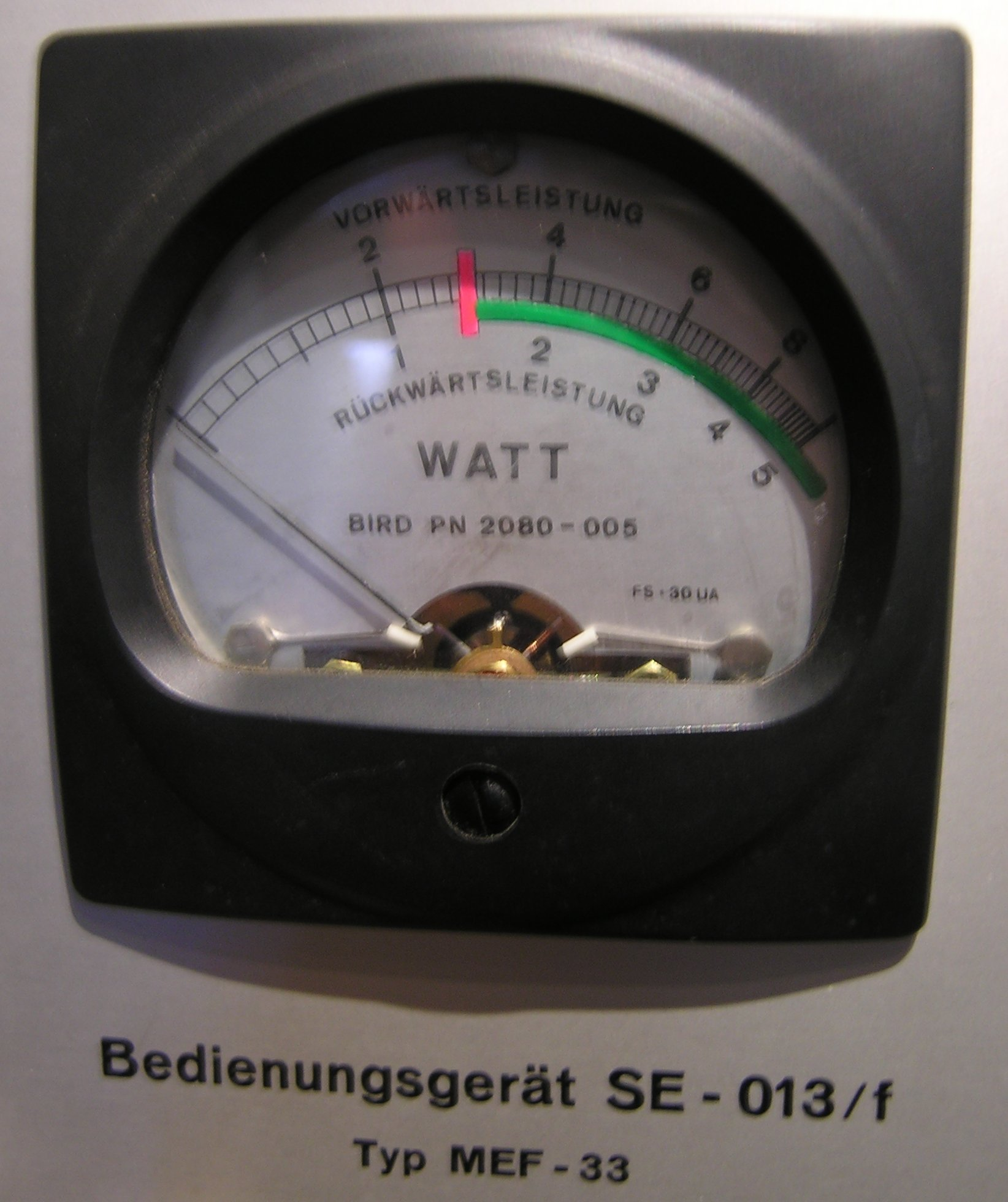
Stehwellenmessgerät zur Messung der Hochfrequenzleistung

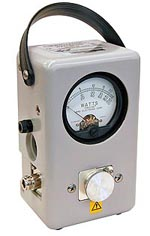
Bird-Leistungsmesser

In der Hochfrequenztechnik wird die elektrische Leistung über die Messung der Stromwärme in einem Widerstand
{\displaystyle p=i^{2}\cdot R}
bestimmt, indem man die mit der Leistungsaufnahme verbundene Erwärmung misst. Die thermische Trägheit sorgt für Mittelwertbildung. Der ohmsche Widerstand {\displaystyle R} ist ein unter HF-Bedingungen reflexionsfreier Abschlusswiderstand mit der Größe der Wellenimpedanz (typ. 50 Ω) mit geringer Induktivität und Kapazität oder ein impedanzrichtiges Leitungsstück mit einem definierten Widerstand {\displaystyle \ll } 50 Ω. Reflexionsfreie Abschlüsse in Hohlleitern verwenden absorbierende Keile.
Die Temperaturerhöhung wird durch Temperatursensoren entlang des Weges zur Wärmesenke gemessen oder durch die temperaturabhängige Widerstandsänderung des Messwiderstandes selbst. Dazu wird er mit einem kleinen Mess-Gleichstrom beaufschlagt. Bei definierter Wellenimpedanz und korrekter Anpassung (keine stehenden Wellen) ist die Bestimmung der Hochfrequenzleistung auch über eine Spitzenwert-Gleichrichtung möglich: es kommen Schottky-, Germanium- oder Galliumarsenid-Dioden zum Einsatz. Die Leistung beträgt hier
{\displaystyle P={\frac {u^{2}}{2\cdot Z}}}
mit
{\displaystyle Z} – Leitungsimpedanz.
Die Anzeige muss aufgrund der Flussspannung der verwendeten Dioden eine Korrekturkurve berücksichtigen.
Es können Pegelmessungs-IC eingesetzt werden für Messungen im Dynamikbereich von z. B. unterhalb 1 Nanowatt bis 25 Milliwatt bei Frequenzen bis 1 GHz. Dabei werden die Pegelwerte logarithmiert und als Spannung ausgegeben.

### Blindleistungsmessung
Übliche Leistungsmesser haben einen Strompfad und einen Spannungspfad. Sie multiplizieren Augenblickswerte von Spannung und Stromstärke und mitteln die Augenblickswerte des Produktes. Sollen Wirkleistungsmesser für die Bestimmung der Verschiebungsblindleistung verwendet werden, muss dafür gesorgt werden, dass Strom- und Spannungswerte in 90° Phasendifferenz der Grundfrequenz gemessen werden. Bei mechanischen Geräten kann z. B. im Spannungspfad anstelle des ohmschen Vorwiderstandes eine Schaltung mit induktiven oder kapazitiven Vorwiderständen eingesetzt werden, dadurch ist das Spannungs-Messsignal gegenüber der tatsächlichen Spannung um 90° phasenverschoben. Nach diesem Prinzip arbeitet z. B. die Hummelschaltung. Die Verzerrungsblindleistung kann auf diese Weise nicht erfasst werden.
Digitale Geräte digitalisieren Stromstärke und Spannung (gegebenenfalls Stromstärken und Spannungen) und berechnen daraus die (verschiedenen) Blind- und Scheinleistung(en). Mit speziellen Programmen und Parametrierung können bei manchen Geräten sogar Drehzahl und Drehmoment der angeschlossenen Maschine angenähert bestimmt werden.
Die Scheinleistung kann einphasig durch Multiplikation der Effektivwerte von Stromstärke und Spannung bestimmt werden.

## Strahlungs-Messgeräte
Leistungsmessgeräte für elektromagnetische Strahlung (Mikrowellen, Laserstrahlung, Licht) arbeiten je nach Messaufgabe kalorimetrisch, fotometrisch oder sie messen den Wärmestrom.

### Kalorimetrische Messung
Die kalorimetrische Messung setzt einen Absorber voraus, der möglichst die gesamte Leistung in Wärmeenergie umwandelt. Die Wärmeenergie sorgt für Erwärmung eines Körpers oder einer Flüssigkeitsmenge mit einem von ihrer Wärmekapazität abhängigen Temperaturgradienten. Man bestimmt die Wärmemenge entweder durch eine definierte Messzeit und die Messung der Temperaturdifferenz vor und nach der Bestrahlungszeit oder man bestimmt den Temperaturgradienten selbst. Letzteres Verfahren ist schneller.
Einfache Geräte zur Bestimmung der Laserstrahlleistung bestehen aus einem absorbierend beschichteten Metallkörper, in dessen Innerem sich ein Bimetallthermometer befindet. Dessen Zeigerwelle gelangt durch ein Rohr zu einer Skale, deren Nullpunkt mechanisch verstellt werden kann. Diese Geräte (Fachjargon: „Knochen“) werden eine definierte Zeit in den Strahl gehalten, nachdem die Anzeige auf null gesetzt wurde. Nach der Bestrahlungszeit stellt sich direkt der Leistungswert der in Watt kalibrierten Skale ein.

### Weitere thermische Verfahren
Ein weiteres Verfahren wird ebenfalls oft unzutreffend als kalorimetrisch bezeichnet: Hierbei misst man die Temperaturdifferenz entlang eines Wärmeleiters, der den Absorber mit einer Wärmesenke (Kühlkörper oder Wasserkühlung) verbindet. Dazu befinden sich auf der Wärmebrücke Temperatursensoren. Verwendet man Thermoelemente, erhält man ein direkt zur Leistung proportionales Spannungssignal.
Weitere thermische Verfahren verwenden pyroelektrische Sensoren und Bolometer / Mikrobolometer (Bolometer-Arrays).

### Fotometrische Messung
Die fotometrische Messung wird bei Nahinfrarot, sichtbarem Licht und Ultraviolett kleiner Leistung angewandt. Für das mittlere Infrarot müssen gekühlte Fotodioden mit kleiner Bandlücke verwendet werden. 
Die Messungen erfordern eine Fotodiode mit einem bekannten Zusammenhang zwischen Wellenlänge, Leistungsdichte und Fotostrom sowie meist einen Diffusor bzw. eine Ulbricht-Kugel.
Während der Zusammenhang Fotostrom / Leistung frequenz- und gerätespezifisch kalibriert werden muss, ist die Proportionalität zwischen Fotostrom und Leistung über viele Größenordnungen gegeben.
Die Messgeschwindigkeit ist sehr hoch (bis herab in den Bereich von Nanosekunden).
CO2-Laser-Impulse ({\displaystyle \lambda }=10,6 µm) können mit Photon drag Detektoren gemessen werden.

## Messung mechanischer Leistung
Siehe auch Leistung (Physik)#Mechanische Leistung
Bei Translation werden Kraft und die Geschwindigkeit gemessen, beispielsweise durch Messung der Zughakenleistung.
Bei Rotation (meist die Abgabeleistung von Motoren) kann kalorimetrisch (Bremswärme) oder mittels eines an die Motorwelle gekoppelten elektrischen Generators gemessen werden. Ferner kann die von einer Welle übertragene Leistung durch die Messung des Dreh- bzw. Bremsmomentes und der Winkelgeschwindigkeit bestimmt werden; siehe hierzu auch Pendelmaschine in Motorenprüfständen.
Bei Hydraulik werden Druckdifferenz und Volumenstrom gemessen.